# Faiz Ahmad

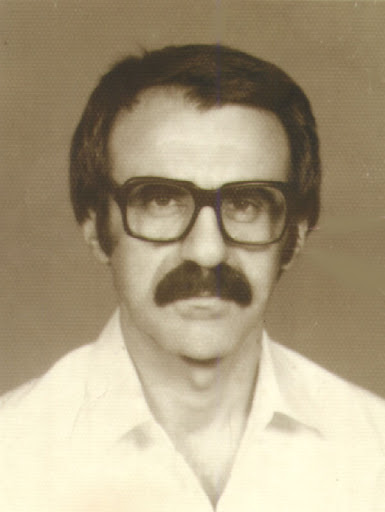
Faiz Ahmad

Faiz Ahmad (persisch داکتر فیض احمد; * 1946 in Kandahar; † 12. November 1986 in Peschawar) war ein afghanischer Politiker und Gründer der maoistischen Afghanistan Liberation Organization.

## Leben und politische Aktivitäten
Er ging zum Besuch einer höheren Schule nach Kabul, wo er mit den Werken von Marx und Lenin in Berührung kam. Zunächst Mitglied der maoistischen Progressive Youth Organization (PYO) gründete er später während seines Medizinstudiums die Revolutionary Group of People of Afghanistan, die sich später in Afghanistan Liberation Organization umbenannte. 1976 heiratete Ahmad die später als Frauenrechtlerin bekannt gewordene Meena Keshwar Kamal. Er unterstützte ihre politischen Aktivitäten.
Nach der Saurrevolution von 1978, einem von Mitgliedern der sowjetnahen kommunistischen afghanischen Volkspartei durchgeführten Staatsstreich, wurden Intellektuelle und andere Gegner des neuen Regimes verfolgt. Faiz Ahmad floh nach Pakistan. Meena Keshwar Kamal brachte im Untergrund in Afghanistan ein gemeinsames Kind zur Welt. Faiz Ahmad konnte Meena Keshwar Kamal nach ihrem Umzug ins pakistanische Quetta 1982 besuchen, das Paar bekam Zwillinge.
In den 1980er Jahren beteiligte sich die Afghanistan Liberation Organization unter Ahmads Führung am islamistischen Widerstand gegen die sozialistische Regierung und die Intervention sowjetischer Armeeeinheiten. Am 12. November 1986 fiel Ahmad in Peschawar zusammen mit einigen Begleitern einem Attentat zum Opfer, das der Hizb-i Islāmī von Gulbuddin Hekmatyār zugeschrieben wird.